# Danival
Danival de Oliveira, detto Danival (Vespasiano, 5 novembre 1952), è un ex calciatore brasiliano, di ruolo centrocampista.

## Biografia
Nato nello Stato di Minas Gerais, in seguito al ritiro dal mondo del calcio si è trasferito a Tubarão (Santa Catarina), dove ha trovato lavoro nel settore dell'abbigliamento sportivo.

## Caratteristiche tecniche
Giocava come centrocampista difensivo.

## Carriera

### Club
Cresciuto nel settore giovanile dell'Atlético Mineiro, debuttò in prima squadra nell'amichevole del 7 settembre 1970 contro una selezione di Curvelo. Affinché acquisisse esperienza, la dirigenza dell'Atlético decise di inviarlo in prestito al Nacional di Amazonas, club a cui, in passato, si era rivolta sovente per cedere i propri calciatori a titolo provvisorio. Tornato dopo una ventina di partite giocate nel Segundo Campeonato Nacional de Clubes, entrò a far parte stabilmente della formazione titolare, presenziando in x edizioni del campionato nazionale, recentemente creato. Dopo 300 partite e 59 reti totali (l'ultima presenza fu il 6 dicembre 1978 contro l'Araxá, nel campionato statale) venne ceduto al Vila Nova, club dello Stato di Goiás. Con la nuova società disputò due ulteriori edizioni della Série A, e successivamente passò alla Portuguesa, club dello stato di San Paolo, con cui arrivò a giocare due partite in massima serie. Chiuse la carriera nel 1984.

### Nazionale
Nel 1975 ottenne la convocazione per la Copa América. Nel 4-3-3 scelto dal tecnico, Danival occupò il ruolo di centrale del terzetto di centrocampo, affiancando Vanderlei e Roberto Batata. Al suo debutto, avvenuto il 31 luglio contro il Venezuela, segnò il gol del 2-0 al cinquantesimo minuto. Lo scontro con l'Argentina premiò i brasiliani, che vinsero per 2-1, e ancora una volta Danival partì da titolare e giocò tutta la partita. Nel 6-0 con il Venezuela il centrocampista arrivò alla seconda marcatura, segnando il momentaneo 3-0 al trentasettesimo; nella successiva sfida con l'Argentina, Danival decise l'incontro con un gol al 45º. Quest'ultima fu anche l'ultima partite giocata da Danival in Nazionale, dato che venne rimpiazzato da Geraldo nella successiva fase del torneo.

## Palmarès

### Club

#### Competizioni nazionali
- Campionato Amazonense: 1

Nacional-AM: 1972
- Campionato Mineiro: 2

Atlético Mineiro: 1976, 1978
- Campionato Goiano: 3

Vila Nova: 1978, 1979, 1980
- Campionato Pernambucano: 2

Sport: 1982
Santa Cruz: 1983